# ماندروناریوو
ماندروناریوو (به لاتین: Mandronarivo) یک منطقهٔ مسکونی در ماداگاسکار است که در بروروها واقع شده‌است. ماندروناریوو ۷٬۰۰۰ نفر جمعیت دارد و ۳۸۹ متر بالاتر از سطح دریا واقع شده‌است.